# Holandský ovčácký pudl
Holandský ovčácký pudl, též šápendús (anglicky Schapendoes), je středně velké plemeno psa pocházející z Nizozemska.

## Historie

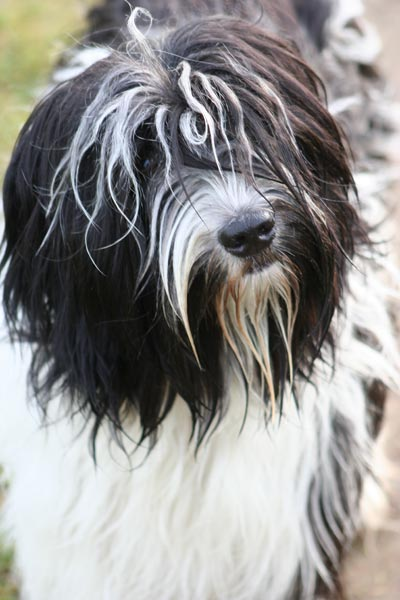
Hlava psa

V dnešní době nejsou žádné zápisy o tom, kde nebo z čeho toto plemeno vzniklo - jediné co se ví, je, že jedním z příbuzných tohoto plemene je severoněmecký ovčácký pudl, což je dnes již vymřelé plemeno. První zmínky o něm se objevily v Nizozemí, a proto se právě tento stát bere jako země jeho původu. Za 2. světové války toto plemeno málem vyhynulo, protože se do Nizozemí začala dovážet plemena jiná a o toto již nebyl zájem. V dnešní době je už na celém světě – za celý rok – asi jen 250 vrhů tohoto plemene a je chován jen jako společník. Chovatelský klub pro toto plemeno byl založen v roce 1947 a FCI toto plemeno uznalo v roce 1971.

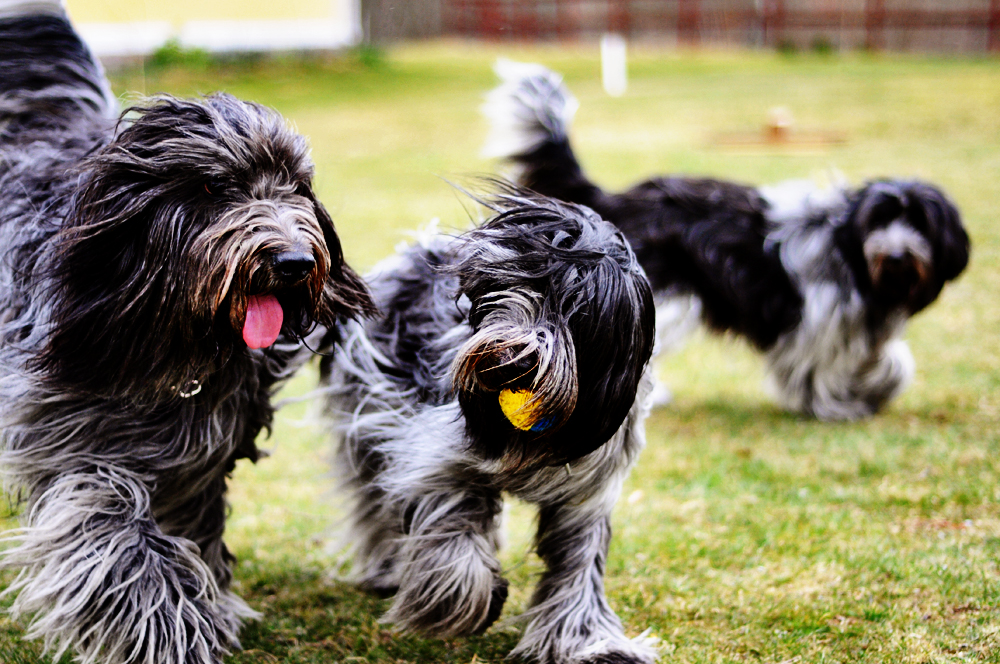
Smečka několika šápendúsů

## Vzhled
Je to lehce stavěný, dlouhosrstý pes, s krátkýma ale velmi dobře osvalenýma nohama. Mají dlouhou a na dotek hrubou srst, která je v různých odstínech. Srst dobře izoluje a zahřívá psa. Bohatá srst činí hlavu větší, než je, tak je na tom v podstatě celé jeho tělo. Mozkovna je téměř plochá a stop jasně vyznačený, ale ne strmý. Uši jsou nasazené poměrně vysoko a nejsou ani masité ani velké. Jsou volně svěšené. Krk je suchý a dobře osvalený, spíše krátký. Hřbet je dlouhý a není široký. Ocas je dobře osrstěný a je nesen různě – v klidu je nesen směrem dolů, v pozoru zase směrem nahoru.

## Povaha
Tento pes je vhodný k dětem, které má velmi rád, to samé ostatní zvířata – měl by s nimi vycházet bez problémů. Je to velmi hravé, inteligentní a bystré plemeno, a ke své rodině velmi přilne, a dokáže ji i spolehlivě bránit. Je to dobrý hlídač, ostražitý. Jinak se velmi dobře cvičí, obzvláště, pokud bere výcvik jako hru.

## Péče
Jeho srst je od přírody tzv. samočisticí, a není proto nutné jakkoliv do její péče zasahovat, stačí jen občas vyčesat kartáčem. Myjeme ho jen, pokud je opravdu špinavý. Tato srst má sklony k plstnatění, a právě proto ji musíme občasně vykartáčovat. Jakožto bývalý pastevecký pes vyžaduje toto plemeno hodně pohybu, a proto se hodí spíše ke sportovně založeným lidem a hlavně – k domu se zahrádkou! Je prakticky neunavitelný, a to jistě ocení atleti a cyklisté.